# Marie-Azélie Guérin Martin
Marie-Azélie Guérin in Martin (Saint-Denis-sur-Sarthon, 23 dicembre 1831 – Alençon, 28 agosto 1877) nota anche come Zélie, fu la madre di Thérèse Martin, più nota come santa Teresa di Lisieux. Insieme al marito Louis Martin, è stata beatificata nel 2008 e proclamata santa da papa Francesco nel 2015. Furono i primi sposi ad essere canonizzati insieme.

## Biografia
Marie-Azélie Guérin nacque a Saint-Denis-sur-Sarthon (F), seconda figlia di Isidore Guérin e Louise-Jeanne Macé. Sua sorella maggiore, Marie-Louise, divenne monaca nel monastero della Visitazione, mentre suo fratello minore, Isidore, era un farmacista. Si trasferì con la famiglia ad Alençon il 10 settembre 1844, a dodici anni.
Zélie desiderava farsi suora nella congregazione delle Figlie della Carità di San Vincenzo de' Paoli, ma non poté accedere al noviziato a causa delle proprie difficoltà respiratorie e dei continui mal di testa. Zélie quindi rinunciò a quel progetto e pregò Dio di darle figli che si sarebbero consacrati a Lui.
Successivamente, dopo una locuzione interiore in cui Dio la invitava a ciò, decise di diventare una ricamatrice di merletti. Dopo un breve fidanzamento di soli tre mesi, alle ore 22:00 del 12 luglio 1858 si sposò con rito civile con Louis Martin, un orologiaio, e due ore dopo, nella mezzanotte tra il 12 e il 13 luglio, si sposarono con rito religioso. Andarono ad abitare in via del Pont-Neuf, ad Alençon.
La coppia ebbe 9 figli, ma solo cinque figlie giunsero all'adolescenza. Tutte e cinque le figlie si fecero suore:
- Marie (1860 - 1940), carmelitana a Lisieux con il nome di Suor Marie del Sacro Cuore.
- Pauline (1861 - 1951), carmelitana a Lisieux con il nome di Madre Agnès di Gesù
- Léonie (1863 - 1941), suora nel convento della visitazione a Caen, nota come sorella Françoise-Thérèse e oggi Serva di Dio.[4]
- Marie-Hélène (1864 - 1870);
- Marie-Joseph-Louis (1866 - 1867);
- Marie-Joseph-Jean-Baptiste (1867 - 1868)
- Céline (1869 - 1959), carmelitana a Lisieux con il nome di sorella Geneviève del Sacro Volto.
- Marie-Mélanie-Thérèse (16 agosto 1870 - 8 ottobre 1870)
- Thérèse 1873 - 1897), carmelitana a Lisieux con il nome di suor Thérèse del Bambin Gesù e del Sacro Volto, venerata come santa dalla Chiesa cattolica.

Marie-Azélie morì di tumore al seno il 28 agosto 1877 ad Alençon. I primi sintomi della malattia si erano manifestati fin dal 1865.

## Culto

### Beatificazione
A livello diocesano, i processi per la beatificazione di Zelia Guérin e suo marito Louis Martin sono istruiti separatamente. Essi si tengono rispettivamente nelle diocesi di Bayeux-Lisieux e di Sées, dal 1957 al 1960. Ciascuno dei due è dichiarato, separatamente, Servo di Dio da papa Giovanni XXIII.
Le due cause sono poi unificate quando vengono discusse di fronte alla Congregazione delle cause dei santi a Roma per volere di papa Paolo VI, nel 1971.
Nel 1976 il Patriarca di Venezia Albino Luciani, futuro Giovanni Paolo I, scrive: "Quando ho sentito che era introdotta la causa di beatificazione dei genitori di Santa Teresa di Gesù Bambino, ho detto: «Finalmente una causa a due! San Luigi IX è santo senza la sua Margherita, Santa Monica senza il suo Patrizio; Zelia Guérin, invece, sarà santa con Luigi Martin suo sposo e con Teresa sua figlia!»".
Il 26 marzo 1994 la coppia è proclamata Venerabile da papa Giovanni Paolo II. Nel 1995 è aperto in Vaticano il processo di beatificazione. La guarigione di un bambino di Monza, Pietro Schilirò, nato il 25 maggio 2002 con una grave malformazione ai polmoni cui era seguita una prognosi infausta, è stata considerata miracolosa dalla Consulta Medica che si è occupata del caso, ed è stata attribuita dalla Chiesa cattolica all'intercessione dei coniugi Martin, invocata dai genitori del piccolo, guarito e dimesso il 27 luglio dello stesso anno.
Il 19 ottobre 2008 Zélie e Louis Martin sono beatificati dal cardinale José Saraiva Martins, legato di papa Benedetto XVI, nella Basilica di Santa Teresa a Lisieux.

### Canonizzazione
I coniugi Martin sono stati proclamati congiuntamente Santi da Papa Francesco il 18 ottobre 2015, sette anni dopo la beatificazione, durante la XIV Assemblea generale ordinaria del Sinodo dei vescovi, avente per tema La vocazione e la missione della famiglia nella Chiesa e nel mondo contemporaneo.
Il secondo miracolo, necessario per la canonizzazione, riguarda la piccola Carmen, nata a Valencia con una grave emorragia cerebrale, la cui guarigione, giudicata scientificamente inspiegabile dalla Consulta Medica occupatasi del caso, è stata considerata dalla Chiesa cattolica un miracolo ottenuto per intercessione dei beati coniugi Martin, che parenti e amici della bambina avevano invocato mediante una novena di preghiera.

### Memoria liturgica
La Chiesa li ricorda separatamente: Zelia Guérin il 28 agosto e Louis Martin il 29 luglio, mentre la diocesi di Bayeux-Lisieux e i carmelitani scalzi ne fanno memoria il 12 luglio, vigilia del loro matrimonio.